# Gianni Zanasi
Gianni Zanasi (né le 6 août 1965 à Vignola province de Modène), est un réalisateur et scénariste italien.

## Biographie
Après des études de philosophie à l'université de Bologne, Gianni Zanasi s'inscrit dans un atelier d'écriture théâtrale et à un cours de cinéma dirigé par Nanni Moretti.
Ensuite, il fréquente le Centro Sperimentale di Cinematografia de Rome dont il est diplômé, en 1992, comme metteur en scène.
Sa première réalisation, le court métrage Le Belle prove sort en 1993 puis, dans la foulée, il écrit et réalise son premier long métrage Dans la mêlée (Nella mischia), présenté à la Quinzaine des réalisateurs du Festival de Cannes 1995.
En 1999, deux de ses films sont sélectionnés dans deux festivals italiens : Fuori di me est en compétition dans la section long métrage, au 17e Festival du film de Turin tandis que A domani l'est pour l'obtention du Lion d'or à la 56e Mostra de Venise. 
En 2004, il est le coréalisateur, avec Lucio Pellegrini, du documentaire La vita è breve ma la giornata è lunghissima, tourné en numérique, un portrait teinté d'humour d'une douzaine de jeunes acteurs. En concours, dans la section digitale, à la 62e Mostra de Venise, ce documentaire remporte une mention spéciale du jury et le prix Pasinetti de la critique cinématographique.
Il signe un nouveau documentaire en 2006 sur les Jeux olympiques d'hiver de 2006 puis revient au cinéma en 2007 avec le film Ciao Stefano (Non pensarci), une comédie amère et tendre, présenté en compétition le 28 septembre 2007 au Festival du film italien d'Annecy où il remporte le prix Sergio-Leone. Également sélectionné à la 64e Mostra de Venise, il y obtient le prix FEDIC, le prix Pasinetti du meilleur film et le prix Jeune cinéma du meilleur film italien.

## Filmographie

### comme réalisateur et scénariste
- 1993 : Le belle prove (court métrage)
- 1995 : Dans la mêlée (it) (Nella mischia)
- 1999 : A domani (it)
- 1999 : Fuori di me
- 2007 : Ciao Stefano (Non pensarci)
- 2015 : La felicità è un sistema complesso
- 2018 : Troppa grazia
- 2022 : War - La guerra desiderata (it)

### comme acteur
- 1999 : Fuori di me

## Distinctions

### pourCiao Stefano
- 2007 : prix Sergio-Leone au Festival du film italien d'Annecy.
- 2007 : prix FEDIC à la 64e Mostra de Venise[5].
- 2007 : prix Pasinetti du meilleur film à la 64e Mostra de Venise[5].
- 2007 : prix Jeune cinéma du meilleur film italien à la 64e Mostra de Venise[5].